# 6671 Concari
6671 Concari eller 1994 NC1 är en asteroid i huvudbältet som upptäcktes 5 juli 1994 av den amerikanske astronomen Eleanor F. Helin vid Palomar-observatoriet. Den är uppkallad efter den italienska amatörastronomen Paolo Concari.
Asteroiden har en diameter på ungefär 11 kilometer.